# Aframax
Aframax (укр. Афрамакс) — тип суден, в основному танкерів.

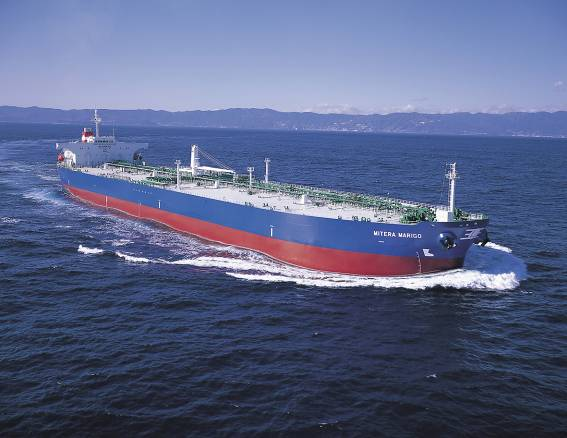
Танкер класу Aframax Mitera Marigo.

## Загальні відомості
Aframax - це тип нафтового танкера водотоннажністю менше 120 000 метричних тонн і шириною не більше 32,31 м, тому він міг перетнути початковий Панамський канал. Термін походить від англійської оцінки середньої ставки вантажу (AFRA), танкерна тарифна система, створена в 1954 році компанією Shell Oil для стандартизації умов контрактів на перевезення.Завдяки своїм вигідним розмірам танкери Aframax можуть отримати доступ до більшості портів світу. Ці судна обслуговують регіони, які не мають дуже великих портів або терміналів для дуже великих і надвеликих танкерів. Танкери Aframax є оптимальними для транспортування сирої нафти на короткі та середні відстані. Країни-експортери, що не входять до ОПЕК, можуть вимагати використання танкерів, оскільки порти та канали, через які ці країни експортують свою нафту, надто малі, щоб вмістити більший Суецмакс або більші розміри.
За класифікацією AFRA (Average Freight Rate Assessment) цей тип танкерів відноситься до класу LR2 (Large Range 2), Це судна від 80 до 120 тис. тонн дедвейту, завширшки не більш 32,31 метра.
Потужність рухової установки суден Афрамакс становить приблизно 13-17 тис. кВт, швидкість цих танкерів становить приблизно 15 вузлів.
Танкери цього типу в основному використовуються для організації торгівлі в акваторії одного моря в Північному морі, Карибському басейні, Далекому Сході і Середземному морі та Чорному морі.
Історично видобуток нафти країн ОПЕК поступово збільшується, тому попит на танкери Афрамакс зростає. 
Танкери стають більш затребуваними внаслідок того, що більшість гаваней і каналів, через які прямує нафта з країн ОПЕК, занадто малі для проходу танкерів VLCC і тим більше ULCC.
В результаті Афрамакс і Суецмакс стали кращим варіантом для перевезення нафти морськими шляхами.
Експерти Ллойда вважають, що введення в дію нафтопроводу ССТО призведе до зростання ринку Афрамаксів, які можуть приймати всі порти призначення. Замовлення на Афрамакс розміщуються в основному в Південній Кореї та Китаї. Деякі замовлення також розміщуються і в Росії.
Афрамакс може приймати ряд портів на території колишнього СРСР, у тому числі Вентспілський вільний порт і порт Східний в затоці Находка (Японське море).